# 大衛·肯尼斯·貝爾洛
大衛·肯尼斯·貝爾洛（英語：David Kenneth Berlo，1929年—1996年2月23日）是一位美國傳播理論家。他曾在密西根州立大學任教，後來擔任伊利诺伊州立大学的校長。

## 早年生活和職業生涯
貝爾洛在密蘇里州聖路易長大，並在伊利諾大學香檳分校學習心理学。貝爾洛留在伊利諾大學香檳分校，在韦尔伯·施拉姆的指導下攻讀传播学博士学位。在伊利諾大學期間，貝爾洛曾寫了一本名為《溝通的過程：理論與實踐導論》（The Process of Communication: An Introduction to Theory and Practice）的教科書，至今仍然被使用；貝爾洛於1958年至1971年期間曾擔任過密西根州立大學傳播學院的創始主席。在1960年時，貝爾洛提出知名的貝爾洛傳播模型。